# Kang Ji-hwan
Kang Ji-hwan (en hangul, 강지환; en hanja, 姜至煥; romanización revisada, Gang Ji-hwan de nacimiento Jo Tae-gyu) es un actor surcoreano. 

## Carrera
Jo Tae-gyu debutó como actor de teatro musical en 2001, en los montajes coreanos de The Rocky Horror Show y Grace. De 2003 a 2004, utilizando el nombre artístico Kang Ji-hwan, comenzó a participar en pequeños papeles en televisión. 
Alcanzó fama en 2005 con Be Strong, Geum-soon!, su primer papel principal como un fastidioso doctor enamorado de una viuda (Han Hye-jin). La obra aumentó su popularidad en toda Asia, particularmente en Japón, China y Taiwán. Entonces debutó en pantalla grande como un testigo de Jehová en la película independiente Host and Guest, la cual realizó el circuito de festival de cine internacional.
Kang se reunió con su coprotagonista en Hong Gil-dong y Runaway Cop Sung Yu-ri en Monster (2016).
En 2018, protagonizó su primera serie de cable Children of a Lesser God, interpretando a un detective genio. El mismo año, protagonizó la comedia Happy If You Died.
En marzo de 2019 se anunció que se había unido al elenco principal de la serie Joseon Survival donde dará vida a Han Jung-rok, un hombre que viaja a través de la dinastía Joseon con su primer amor y su hermano menor, para luchar contra los oficiales corruptos.

## Demandas
En 2010, fue demandado por incumplimiento de contrato por parte de su ex agencia de talentos Jambo Entertainment. Kang había firmado con S-Plus Entertainment después de pedir ser liberado de su contrato con Jambo, el cual aún era válido por ocho meses. S-Plus indicó que, de los seis años que Kang estuvo con Jambo Entertainment, estuvo tres años sin contrato, y después de no recibir respuesta a sus propuestas sobre las "cláusulas abusivas," se tomaron medidas para acabar legalmente con el contrato de Kang. En la mediación, la Asociación de Administración de Entretenimiento en Corea instruyó a Kang a suspender sus actividades artísticas durante ocho meses, pero cuando él actuó en Coffee House, a pesar de lo recomendado, la AAEC lo amenazó con boicotearlo a menos que se retirara del papel principal en Faith.
En 2012, S-Plus Entertainment extendió el contrato de Kang por ocho meses, alegando su falta de proyectos por el mismo período de tiempo, debido al edicto de la AAEC. Cuando Kang se negó y comenzó a confiar sus asuntos de negocios a su abogado, S-Plus Entertainment  lo demandó por incumplimiento de contrato. En 2013, el Tribunal Central del Distrito de Seúl desestimó la demanda y confirmó la validez del contrato original; asimismo, el tribunal ordenó a S-Plus Entertainment pagar a Kang 5 millones de wones en daños y perjuicios después de que la agencia lo difamara en la prensa.

## Denuncias por acoso sexual
El 9 de julio de 2019 fue arrestado por acosar y asaltar sexualmente a dos empleadas de su agencia en su casa. Kang alegó que recordaba haber bebido con ellas, pero no lo que sucedió después. Su agencia, Huayi Brothers, envió una disculpa y reemplazó al actor en la serie de televisión en la que participaba. El 15 de julio, Kang admitió todos los cargos en su contra y se disculpó con las víctimas. Posteriormente, Huayi Brothers terminó su contrato con el actor el 16 de julio de 2019.

## Filmografía

### Series de televisión
| Año    | Título                                  | Rol                                  | Canal     |
| ------ | --------------------------------------- | ------------------------------------ | --------- |
| 2003   | MBC Best Theater "Confession of Murder" |                                      | MBC       |
| 2003   | Summer Scent                            | esposo de Park Jung-ah (episodio 20) | KBS2      |
| 2003   | Nonstop 4                               |                                      | MBC       |
| 2004   | More Beautiful Than a Flower            | Kim Jae-sik                          | KBS2      |
| 2004   | If You Only Knew                        | Seo In-woo                           | KBS2      |
| 2004   | Save the Last Dance for Me              | Shin Jung-kyu                        | SBS       |
| 2005   | Be Strong, Geum-soon!                   | Goo Jae-hee                          | MBC       |
| 2006   | Fireworks                               | Na In-jae                            | MBC       |
| 2006   | 90 Days, Time to Love                   | Hyun Ji-seok                         | MBC       |
| 2007   | Capital Scandal                         | Sunwoo Wan                           | KBS2      |
| 2008   | Hong Gil-dong                           | Hong Gil-dong                        | KBS2      |
| 2010   | Coffee House                            | Lee Jin-soo                          | SBS       |
| 2011   | Lie to Me                               | Hyun Ki-joon                         | SBS       |
| 2013   | Incarnation of Money                    | Lee Kang-seok / Lee Cha-don          | SBS       |
| 2014   | Big Man                                 | Kim Ji-hyuk                          | KBS2      |
| 2016   | Monster                                 | Kang Ki-tan / Lee Guk-cheol          | MBC       |
| 2018   | Children of a Lesser God                | Cheon Jae-in                         | OCN       |
| 2018   | Feel Good to Die                        | Baek Jin-sang                        | KBS2      |
| 2019 - | Joseon Survival                         | Han Jung-rok                         | TV Chosun |

### Películas
| Año  | Título                              | Rol            |
| ---- | ----------------------------------- | -------------- |
| 2006 | Host and Guest                      | Kye-sang       |
| 2008 | Rough Cut                           | Jang Soo-ta    |
| 2009 | My Girlfriend Is an Agent           | Lee Jae-joon   |
| 2009 | The Relation of Face, Mind and Love | Kang Tae-poong |
| 2012 | Runway Cop                          | Cha Chul-soo   |
| 2015 | Heartbreak Hotel                    | John           |
| 2015 | A-lister Fall from the Sky          | Kim Hyun-joon  |

### Espectáculo de variedades
| Año  | Título          | Canal | Función | ref.          |
| ---- | --------------- | ----- | ------- | ------------- |
| 2018 | Hombre real 300 | MBC   | Reparto | [ 25 ] [ 26 ] |

## Teatro
| Año  | Título                | Papel      | Notas                              |
| ---- | --------------------- | ---------- | ---------------------------------- |
| 2002 | The Rocky Horror Show |            | junto a Lee Sun-kyun y Oh Man-seok |
| 2004 | Grease                | Danny Zuko |                                    |
| 2010 | Cafe in               | Jung-min   |                                    |

## Discografía
| Año  | Título de la canción              | Notas                              |
| ---- | --------------------------------- | ---------------------------------- |
| 2006 | "Just a Person I Know"            | Pista de Fireworks OST             |
| 2011 | "Lovin' Ice Cream" (feat. As One) | Pista del OST japonés de Lie to Me |

## Premios y nominaciones
| Año  | Premio                                         | Categoría                                                             | Trabajo nominado          | Resultado |
| ---- | ---------------------------------------------- | --------------------------------------------------------------------- | ------------------------- | --------- |
| 2005 | MBC Drama Awards                               | Premio de excelencia, Actor                                           | Be Strong, Geum-soon!     | Ganador   |
| 2005 | MBC Drama Awards                               | Mejor actor nuevo                                                     | Be Strong, Geum-soon!     | Ganador   |
| 2006 | 42.º Baeksang Premios de Artes                 | Mejor actor nuevo (televisión)                                        | Be Strong, Geum-soon!     | Nominado  |
| 2007 | KBS Drama Awards                               | Premio de excelencia, Actor en una Miniserie                          | Capital Scandal           | Ganador   |
| 2007 | KBS Drama Awards                               | Premio mejor pareja junto a Han Ji-min                                | Capital Scandal           | Ganador   |
| 2008 | 44.º Baeksang Premios de Artes                 | Mejor actor (televisión)                                              | Capital Scandal           | Nominado  |
| 2008 | 44.º Baeksang Premios de Artes                 | Actor más Popular (televisión)                                        | Hong Gil-dong             | Ganador   |
| 2008 | 28.ª Korean Association of Film Critics Awards | Mejor actor nuevo                                                     | Rough Cut                 | Ganador   |
| 2008 | 29.º Blue Dragon Film Awards                   | Mejor actor nuevo                                                     | Rough Cut                 | Ganador   |
| 2008 | 7.ª Korean Film Awards                         | Mejor actor nuevo                                                     | Rough Cut                 | Ganador   |
| 2008 | KBS Drama Awards                               | Premio de Excelencia superior, Actor                                  | Hong Gil Dong             | Nominado  |
| 2008 | KBS Drama Awards                               | Premio del público                                                    | Hong Gil Dong             | Ganador   |
| 2008 | KBS Drama Awards                               | Premio mejor pareja junto a Yu-ri                                     | Hong Gil Dong             | Ganador   |
| 2009 | 45.º Baeksang Premios de Artes                 | Mejor actor nuevo (Película)                                          | Rough Cut                 | Ganador   |
| 2009 | 18.º Buil Film Awards                          | Mejor actor nuevo                                                     | Rough Cut                 | Nominado  |
| 2009 | 10.º Busan Film Critics Awards                 | Mejor actor nuevo                                                     | Rough Cut                 | Ganador   |
| 2009 | 46.ª Grand Bell Awards                         | Mejor actor nuevo                                                     | My Girlfriend Is an Agent | Ganador   |
| 2009 | 5.º University Film Festival of Korea          | Mejor actor nuevo                                                     | My Girlfriend Is an Agent | Ganador   |
| 2010 | SBS Drama Awards                               | Premio de excelencia, Actor en una Obra de Planificación Especial     | Coffee House              | Nominado  |
| 2011 | 6.º Seoul International Drama Awards           | Actor coreano excepcional                                             | Coffee House              | Nominado  |
| 2011 | SBS Drama Awards                               | Premio de excelencia, Actor en una Obra de Planificación Especial     | Lie to Me                 | Nominado  |
| 2013 | SBS Drama Awards                               | Premio de Excelencia superior, Actor en una Obra Especial             | Incarnation of Money      | Nominado  |
| 2014 | 9.º Asia Model Festival Awards                 | Premio Estrella de Asia                                               |                           | Ganador   |
| 2014 | KBS Drama Awards                               | Premio de Excelencia superior, Actor                                  | Big Man                   | Nominado  |
| 2014 | KBS Drama Awards                               | Premio de excelencia, Actor en una Miniserie                          | Big Man                   | Nominado  |
| 2016 | 5.º APAN Star Awards                           | Mejor actor en una obra de serial (premio de excelencia)              | Monster                   | Nominado  |
| 2016 | MBC Drama Awards                               | Premio de Excelencia superior, Actor en una Obra de Proyecto Especial | Monster                   | Nominado  |